# 隼人

隼人の楯

隼人（はやと）とは、古代日本において、阿多・大隅（現在の鹿児島県本土部分）に居住したとされる人々。

## 概要

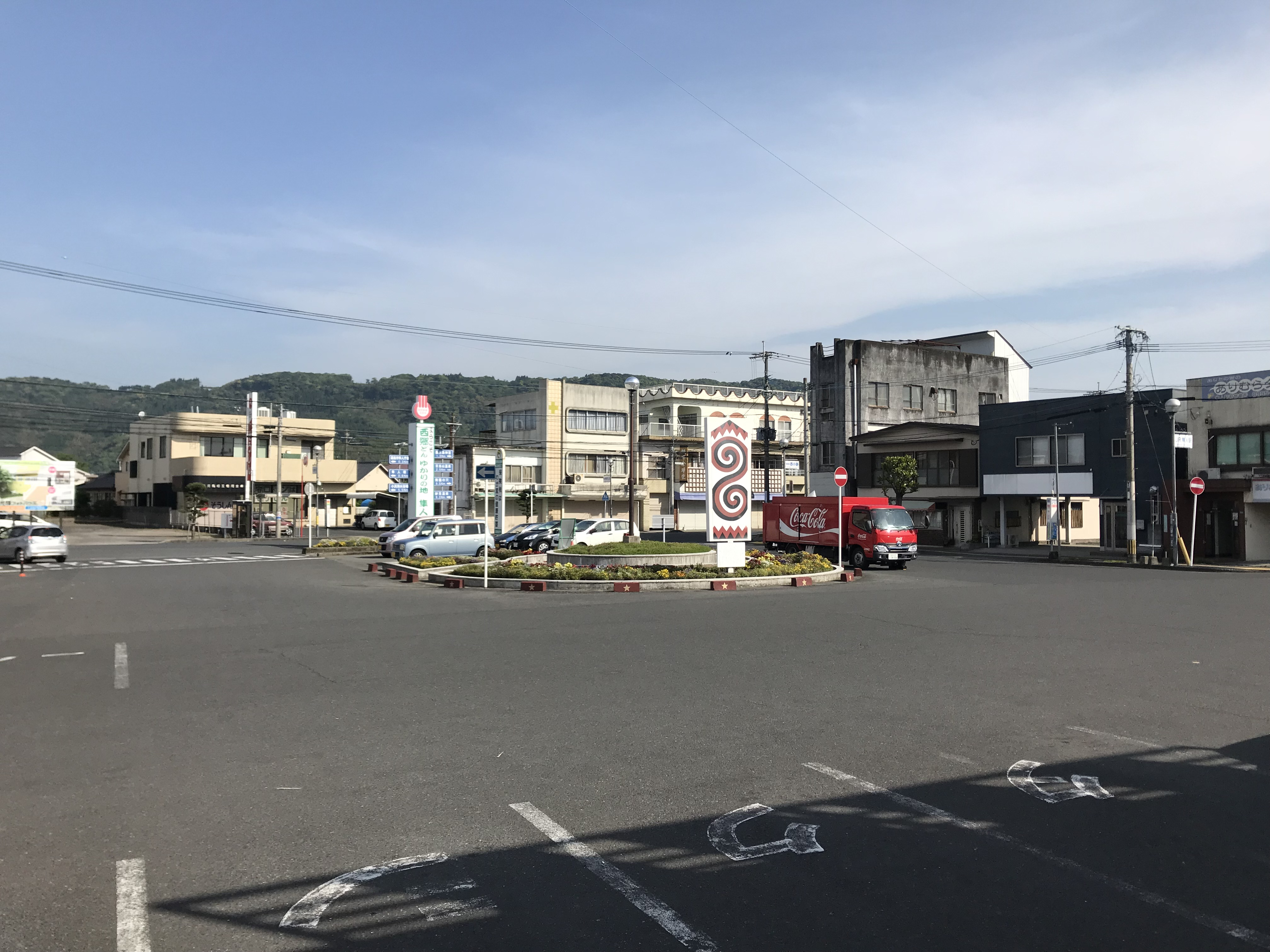
隼人駅前に展示された隼人の盾

日本神話には海幸彦が隼人の阿多君の始祖であり、火照命の末裔であるとされる。「はやひと」が本来の形だと思われるが現代では一般に「はやと」と呼ばれることが多くその他「はやびと」、「はいと」とも呼ばれる。彼ら自身隼人と自称したのかあくまで隼人は大和側からの呼称なのかはあまり明瞭ではない。
風俗習慣を異にして、しばしば大和の王権に反抗した。やがてヤマト王権の支配下に組み込まれ、兵部省の被官、隼人司に属した。百官名のひとつとなり、東百官には、隼人助(はやとのすけ)がある。現在は、日本人男性の人名としても用いられる。

## 語源
「(犬のように)吠える人」の意味とも、「ハヤブサのような人」の形容とも、方位の象徴となる四神に関する言葉から南を示す「鳥隼」の「隼」の字によって名付けられたともいわれ、そのほかにも諸説がある。

## 歴史
飛鳥・奈良時代において南九州の薩摩・大隅地域の人々は、当時の律令政府により擬製的な化外の民（夷狄）として扱われた。
文献上の確実な史実として初めて「隼人」が登場するのは、『日本書紀』に見える682年（7世紀後半・天武天皇11年）7月の「朝貢」記事と考えられている。
『日本書紀』巻第二十九によると、7世紀後半にあたる天武朝11年（682年）7月に「隼人、多に来て、方物（くにつもの）を貢れり。是の日に、大隅の隼人と阿多の隼人と、朝庭に相撲（すまいと）る。大隅の隼人勝ちぬ」とあり、この時に正式に大和政権への服属の意志を示した。
そして、6年に1度朝貢し、犬の鳴き声のような吠声（はいせい）で皇宮衛門の守護や行幸の護衛（隼人之調）を行ったとされる（蛮族の声には悪霊退散の呪力があると信じられたため）。また竹笠・竹扇の造作などのほか、服属の意を示す歌舞の教習を行いつつ、「隼人舞」を節会で奏上したといわれる。
隼人はヤマト王権へ服属後もしばしば朝廷に対し反乱を起こし、大隅隼人などは713年(和銅6年)の大隅国設置後にも反乱を起こしたが、720年(養老4年)に大隅で勃発した隼人の反乱と呼ばれる大規模な反乱が、征隼人将軍大伴旅人によって翌721年に征討された後には完全に服従した。
800年(延暦19年)には班田収授法が初めて実施された。元来、奥羽両国や薩摩・大隅などの「辺要国」における班田収授が遅れた理由は、班田収授には墾田の収公なども伴うために帰属した蝦夷・隼人を含めた辺要国の「百姓」の動揺を防ぐとともに彼らの墾田を保護した優遇策であった。班田収授法の対象になるということは隼人にも一般の公民と同じ租庸調が課される条件が整えられたことになり、法的意味での「隼人の消滅（＝公民化・百姓化）」の完成を意味したと考えられる。
翌年、801年(延暦20年)にはこれまで6年に1度行われていた朝貢「隼人之調」を廃止した (『類聚国史』隼人条)。805年には節会での風俗歌舞の奏上も廃止された。これに伴い、一般の公民と同じ調庸に置き換えられて、隼人とそれ以外の百姓との間の負担の公平化を図ったと考えられる。
原口耕一郎による2018年の論文によると、9世紀初頭以降、南九州の住民を「隼人」と呼称する例は、史料上ひとつもみられなくなることが確認されている。よって南九州の人々が隼人と呼ばれたのはわずか120年間ほどのことにすぎないことが指摘されている。
古事記には「曽婆訶理（ソバカリ）」（日本書紀では「刺領巾（サシヒレ）」）という隼人の近習が登場し、瑞歯別皇子に買収され、自ら従えていた住吉仲皇子を暗殺して官位を得るも、その不忠を嫌った瑞歯別皇子に裏切られ殺害されてしまう。体制外の武力として隼人が利用されたことの反映であるとされる。
『新唐書』によると「邪古・波邪・多尼の三小王」がいたというが、波邪は隼人のことではないかという説がある。

### 熊襲との関係
かつて南九州に居住していた隼人と呼ばれた人々と同じとする説、熊襲の後裔を隼人とする説（系譜的というよりその独特の文化を継承した部族）、5世紀ごろまでに大和朝廷へ臣従し、隼人として仕えたという説（津田左右吉ら）、「熊」や「襲」は、隼人の「阿多」や「大隅」のように九州南部の地名であり、ヤマト王権に従わないいくつかの部族に対する総称と推察する説などがある。
熊襲とは、記紀神話に登場する、現在の九州南部にあった襲国に本拠地を構え、ヤマト王権に抵抗したとされる人々。また地域名自体を表す総称である。古事記には熊曾と表記され、日本書紀には熊襲、筑前国風土記では球磨囎唹と表記される。肥後国球磨郡（くまぐん。現熊本県人吉市周辺。球磨川上流域）から大隅国曽於郡（そおぐん。現鹿児島県霧島市周辺。現在の曽於市、曽於郡とは領域を異にする）に居住したとされる。
「熊襲」という言葉は記紀の日本武尊物語などの伝説的記録に現れるのに対し、「隼人」は平安時代初頭までの歴史記録に多数現れる。熊襲が反抗的に描かれるのに対し、隼人は仁徳紀には、天皇や王子の近習であったと早くから記されている。

## 言語・文化
言語・文化については、他の地方と大きく異なっていたとされる『大宝律令』では、「異人」と記されている。

### 言語
『続日本紀』養老6年（721年）4月16日条の記述に、「陸奥の蝦夷・薩摩の隼人らを征討した将軍（以下略）、通訳者に地位・功績に応じて勲位を授ける」とあり、通訳者を必要とした。

### 文化・律令制下での役割
『延喜式』巻28（隼人司）には、元日・即位・蕃客入朝などの大儀には、「大衣2人、番上隼人20人、今来隼人20人、白丁隼人132人が参加した」と記されており、遠従の駕行には、「大衣2人、番上隼人4人、今来隼人10人が供奉した」とあり、隼人の呪力がヤマト王権の支配者層に信じられ、利用されていたと見られている。井上辰雄らは、狗吠（犬の鳴き真似）行為や身につけている緋帛の肩巾（ひれ）や横刀が、悪霊を鎮める呪声であり、呪具であった事を明らかにしている。『延喜式』巻28大儀の条に「隼人の服装」についての記述があるが、『日本霊異記』（上巻一）に、小子部氏が雄略天皇の勅命により雷を捕えようとした時の姿、「緋（あけ）の蘰（かずら）を額（ぬか）に著け、赤き幡鉾（はたほこ）をあげ」と酷似し、この事から井上辰雄は、隼人は雷神の鎮魂と言う職掌を介して小子部連と結びついていたのではないかと推測している。
宮中の守護に当たるほか、芸能、相撲、竹細工などを行った。
様々な形で竹の文化を有していたとされ、コノハナサクヤヒメのお産の際、へその緒を竹の刀で切るのも関連するものと見られる。『延喜式』隼人司の記述では、竹笠の製作も担当していた。
『竹取物語』が南山城、つまり隼人の居住地で生まれた可能性も指摘されている。
特に畿内では、彼らの歌舞による「隼人舞」が有名であった『古事記』、『日本書紀』及び『続日本紀』に度々記述され、朝廷に御調を貢進すると共に行われ、あるいは海外異国の客人の前でも舞われていたが、その後途絶えてしまい、具体的な芸態は不明であり、その実態については諸説にわかれている。
また平城宮跡では彼らが使ったとされる「隼人の楯」が発掘されており、独特の逆S字形文様が描かれている(『延喜式』の記述と合致している)。

### 隼人と関連が指摘される文化
- 群馬県高崎市長瀞西古墳（5世紀前半）出土の鉄鏃の中に、南九州と近畿を中心に出土するタイプである「二段逆刺鉄鏃」[25]が見られており（1995年時点で群馬県でも2例が確認されている）、かつては隼人と関連する鏃ではないかとの指摘があった[26]。
- 蛇行剣[27]。「地下式横穴墓」や「板石積石棺墓（地下式板石積石室墓）」から蛇行剣の出土が比較的多いことに由来する。ただし前述のように、隼人と地下式墓制を関連付けて論じられない現在、どの程度有効性のある学説か疑問がある。
- 日向駒 - 『日本書紀』に推古天皇が「駒ならば日向の駒」と歌を詠んだ記事が見られるが、当時の日向は大隅・薩摩を含んだ地域であり、森浩一は「隼人の馬」を指すものではないかと指摘している[28]。この時代の南九州はまだ征圧が確定的ではない為、内国の馬とは区別視されたものと見られる。また、『新撰姓氏録』には額田部の先祖伝承で、允恭天皇の治世、薩摩と戦をしている時、額に「田」という字のつむじのある馬を手に入れ、天皇に献上したので、額田という名を与えられたとの記述があり、隼人の馬である事から、南方に繋がるものとの推定もある[29]。これらの記事からも、隼人の馬が文化的にも内国とは別の扱いを受けていた事がわかる（現在でも、地理的・風土的特色から御崎馬が存在している）。この時代の日向馬が大和に送られたことは遺骸からも判明しており、大阪府四條畷市の蔀屋北遺跡からは全身骨格（体高125センチ、5世紀頃）が出土しており、御崎馬の類と見られている[30]。ただし、この馬の全身骨格については、歯の形状が木曽馬に近かったことも指摘されている[31]。

## 人口・居住地
熊本県域や宮崎県域、南西諸島の人々が隼人とされた例もまた史料上ひとつも確認されず、鹿児島県本土域の人々のみが隼人であったと考えられる。鹿児島県本土域においても住民が隼人とはされていなかったであろう地域も想定されている。
朝廷により、他地域から隼人の居住地への集団移住が行われた。8世紀初め、現在の鹿児島県一帯への移住民は当地の総人口の7分の1に相当する9千人前後と推定され、この推定に従うなら、総人口6万3千－9千人程度のうち約5万4千人が在地人＝隼人と推定される(本州へ移住した隼人は含まない)。
畿内に移住させられた隼人もおり、律令制下において、隼人司(衛門府、後に兵部省)がこれらを司った。
特に山城国(京都府)南部に多く定住し、大隅隼人の住んだ現在の京都府京田辺市には「大住（おおすみ）」の地名が残る。中世には「隼人荘」と呼ばれるなど、奈良盆地南部と共に近畿における隼人の二大居住地であり、武埴安彦命の伝承に基本的に反映しているものとされる。
山川門など境界祭祀を司るとみられる境部(境合部)氏の系統は7氏あるが、この内、大和国宇智郡(現五條市原町おおすみ)境合部は、隼人系と見られ、これを含め、2氏が隼人系とされる。
また、『肥前国風土記』に「五島列島の海士は容姿が隼人に似ており、騎射を好み、言葉も俗人と異なっている」という記述がある。

### 各地の隼人
阿多隼人（薩摩隼人）
薩摩半島一帯に居住していた隼人。薩摩国設置以前はこの一帯はアタ（阿多又は吾田と表記される）と呼ばれていた。『日本書紀』の682年（天武天皇11年）の記事に記される。薩摩国設置後は、『続日本紀』709年（和銅2年）で薩摩隼人の呼称が用いられる。
大隅隼人
後世、大隅郡（大隅半島北部、特に「大隅郷（現在の志布志市から曽於市大隅町）」周辺か）と呼ばれる地域に居住した隼人。主領域を肝属平野とする集団であるとする説もある。『日本書紀』682年（天武天皇11年）条に記事がある。

### その他の呼称
上記2区分の隼人以外にも「日向隼人」や「多褹隼人」「甑隼人」という隼人集団が存在するように解説される場合がある。しかし中村明蔵の指摘するところでは、これらは史料にみえる隼人の個人名を集団名と誤認したことや、地域名称の変更に伴う集団呼称の変更を考慮せずに引用したことなど、史料を読み違えたことで生じた誤りであり、集団名としての隼人区分は阿多（薩摩）隼人・大隅隼人のみとされる。
日向隼人
日向国の隼人の意だが、大隅国が日向国から分立する以前の『続日本紀』710年（和銅3年）条に1度だけ記述される用例で、その内容も「曾君細麻呂」ら大隅地域を基盤とする隼人についてであるため、大隅隼人と同義である。
多褹（たね）隼人
種子島（多禰島）と屋久島（掖玖島）に居住した住民で、702年（大宝2年）には多褹に対して征討軍を派遣して鎮圧する事態になったが、「多褹」や「益救（掖玖）」の語はみえるものの「多褹隼人」との記述は史料上存在しない。
甑隼人
甑島に居住した住人。『続日本紀』769年（神護景雲3年）の条に記事がみえるが、「甑隼人麻比古」と言う個人名の記述であり、集団の区分では薩摩隼人に属する。
なお、この状況について中村は、「隼人の反乱」とかけて「ハヤトの氾濫」と揶揄している。

## 隼人の考古学
1960-90年代は弥生・古墳時代の考古資料を直接、隼人と結び付けて論じられていたが、1990年代以降は文献と考古資料の安易な結びつけや、飛鳥・奈良時代の「隼人」の概念を古墳時代や弥生時代にまで波及させる考え方について疑問や批判が強まり、2000年代以降の考古学・文献史学からは有力な学説と見なされていない。

### 墓制
九州南部の地下式墓制を隼人と関連付ける考え方は1960 - 80年代にかけて隆盛したが、現在は有力な学説と見なされていない（地下式横穴墓・板石積石棺墓・立石土壙墓の項も参照）。
かつては、古墳時代の鹿児島県・宮崎県境周辺の九州南部に地下式横穴墓などの「地下式墓制」が分布することから、これを隼人と関係づける説があった。
それによると、隼人の墓制は3種類あるとして、薩摩半島南部の「立石土壙墓」を阿多隼人、薩摩半島北部の「板石積石棺墓（地下式板石積石室墓）」を薩摩隼人、そして日向・大隅に分布する「地下式横穴墓」を日向・大隅隼人の墓制にそれぞれ対応させるというものであった。
また、南山城地域、京都府京田辺市大住の男山丘陵から横穴墓が多く発見されていることについても、隼人と関連付ける説があった（本来、山砂利を取る地域であり、横穴は掘りにくい地域の為、隼人墓制と対応するとされた）が、考古学上、横穴墓と地下式横穴墓が別物であるうえ、隼人がいた九州南部には横穴墓がほとんど分布しないため、関連性に疑問がある。
なお、隼人が文献上多く登場してくる7世紀後半 - 8世紀代の墓の遺構については、現地九州南部ではほとんど検出されておらず、確実に「隼人の墓」と位置づけられる墓制は、現状では不明といわざるを得ない。

### 人骨
南九州における男性人骨の形質は、内陸部と宮崎平野部では異なることが報告されている。
内陸部の人々は縄文人・西北九州弥生人に類似し、一方、平野部の人々の中には、北部九州弥生人に類似するグループも存在するとしている。つまり、内陸隼人は縄文系弥生人に近いと見られ、人骨形質の観点からも隼人には地域差があったと判断される。
ただし、これら人骨形質からの隼人像の復元については、弥生・古墳時代の考古資料を直接、隼人と結び付けて論じられていた時期（1960年代 - 90年代）の学説に基づき、弥生・古墳時代人骨を基に分析されており、この時代の考古資料を用いての隼人像の復元はできないと断じられた2000年代以降の研究解釈においては、その妥当性に注意が必要である。
種子島の弥生時代終末期の遺跡から出土する人骨は、九州島の人骨と比較して、小柄であり、頭蓋変形がほどこされていたと考えられている。
宮崎県えびの市島内の島内地下式横穴墓群から出土した計209体の人骨の多くは非常に良好な保存状態にあり、宮崎県立西都原考古博物館に保管されている93体について、赤色顔料の塗布の有無と部位に関する観察が行なわれた。結果、顔料が塗られていた127体の内、顔面のみの塗布が最も多く（38例）、次いで頭部・上半身・下半身のいずれにも顔料を塗布したもの（23例）、それに次ぐのは、頭部と上半身に塗布したもの（11体）となり、顔面塗布が重視された事がわかった。どの段階で塗られたかは諸説あるが、これらの説を紹介した上で、当論文は結論として、第32号墓出土の1号人骨については、白骨化が進みながらも頭髪が残存している段階で塗られたと判断している（再塗とも考えられるが）。他人骨については、直接骨に塗ったとは考えがたいとも示している。

## 神話の中の隼人
日本神話では、海幸彦（火照（）命または火闌降命）が隼人の阿多君の祖神とされ（海幸山幸）、海幸彦が山幸彦に仕返しされて苦しむ姿を真似たのが隼人舞であるという。
説話の類型（大林太良ら）などから、隼人文化はオーストロネシア語系文化であるとの説もある。
654年（7世紀中頃）、日向に覩貨邏（通常は西域のトハラ人と解釈するが、現在のタイ・ドヴァーラヴァティとの説有り）の民が漂着した記述がある。

## 民族系統
- 『古事記』には、鵜飼は隼人の文化であるという記述がある。鵜飼は「照葉樹林文化」を特徴づける要素である。したがって「照葉樹林文化」をもった集団が隼人に多分に含まれていたことが示唆される。
- 歴史学者の角林文雄によれば、隼人はオーストロネシア系民族とする見解がある[63]。
- 隼人とは、文化的・人種的に独立した固有の民族集団ではなく、7世紀末 - 8世紀当時の律令政府が、律令体制導入の過程で、古墳時代後期以来、地域的独自性が強く、班田制などの導入が未施行である薩摩・大隅地域の人々を、律令体制外の辺境民として「設定」し、朝貢させる形をとらせた、政治的に創出された「疑似民族集団」と捉える意見もある[64][41][43][10]。

## 8世紀における南九州の有位者一覧
- 曾君細麻呂（和銅3年（710年）4月29日、日向隼人、賜外従五位下）
- 加志君和多利（天平元年（729年）7月22日、大隅隼人、姶羅郡大領、外従七位下勲七等→外従五位下勲七等）
- 佐須岐君夜麻等久々売（天平元年（729年）7月22日、大隅隼人、姶羅郡大領、外従七位上→外従五位下、天平勝宝元年（749年）8月23日）、外従五位上→外正五位下）
- 薩麻君福志麻呂（天平8年（736年）、薩摩郡大領、外従五位下）
- 前君乎佐（天平8年（736年）、薩摩郡少領、外正七位下勲八等、（天平15年（743年）7月3日、外正六位上→外従五位下、天平勝宝元年（749年）8月22日、外従五位下→外従五位上、天平宝字8年（764年）1月18日、外従五位上→外正五位下）
- 薩麻君宇志々（天平8年（736年）、薩摩郡主政、外少初位上あるいは下）
- 肥君広龍（天平8年（736年）、薩摩郡主帳、外少初位上勲十二等）
- 曾県主麻多（天平8年（736年）、薩摩郡主帳、外少初位下勲十等）
- 肥君（天平8年（736年）、出水郡大領、外正六位下勲七等）
- 五百木部（天平8年（736年）、出水郡少領、外従八位下勲七等）
- 大伴部足床（天平8年（736年）、出水郡主政、外従八位下勲十等）
- 大伴部福足（天平8年（736年）、出水郡主帳、無位）
- 薩麻君鷹（天平8年（736年）、阿多郡少領、外従八位下勲十等）
- 加士伎県主都麻理（天平8年（736年）、阿多郡主政、外少初位上勲十等）
- 建部神嶋（天平8年（736年）、阿多郡主帳、無位）
- 薩麻君須加（天平8年（736年）、阿多郡主帳、無位）
- 曾乃君多理志佐（曾乃君多利志佐）（天平13年（741年）閏3月5日、外正六位上→外従五位下、天平15年（743年）7月3日、外従六位下→外正五位上、天平勝宝元年（749年）8月22日、外正五位上→従五位下）
- 曾県主岐直志日羽志（天平勝宝元年（749年）8月22日、外従五位下→外従五位上）
- 加禰保佐（天平勝宝元年（749年）8月22日、外従五位下→外従五位上）
- 薩摩公鷹白（天平宝字8年（764年）1月18日、外正六位下→外従五位下、神護景雲3年（769年）11月26日、外従五位下→外従五位上）
- 薩摩公宇志（天平宝字8年（764年）1月18日、外従五位下→外従五位上）
- 志公嶋麻呂（神護景雲3年（769年）11月26日、外従五位下→外従五位上）
- 薩摩公久奈都（神護景雲3年（769年）11月26日、外正六位上→外従五位下）
- 曾公足麿（神護景雲3年（769年）11月26日、外正六位上→外従五位下）
- 大住直倭（神護景雲3年（769年）11月26日、外正六位上→外従五位下、宝亀7年（776年）2月1日、外従五位下→外従五位上）
- 薩摩公豊継（宝亀7年（776年）2月1日、外従五位下→外従五位上）
- 曾乃君牛養（延暦12年（793年）2月10日、曾於郡大領、外従五位下→外従五位上）